# Torre de Père-Labat
La Torre de Père-Labat (en francés: Tour du Père-Labat) es un edificio defensivo de una batería costera situada en el cruce de las comunas de Baillif y Basse-Terre, en el departamento de Guadalupe en las Antillas de Francia. Fue construido en 1703 para defender la parte norte de la ciudad de Basse - Terre, y está catalogada como monumento histórico desde 1979.
La torre se eleva a más de 4 metros, tiene 13 metros de ancho, con muros de piedra y arena- que tiene 2 metros de espesor . Albergaba una sala con armas y una docena de hombres podían mantenerlo. Las fortificaciones no funcionan desde que los ingleses tomaron Baillif en 1703.
Hoy en día , se encuentra a lo largo de la carretera nacional que une Basse-Terre y Pointe Noire en côte-sous-le-vent.